# Flughafen Salvador

i7
i11
i13
Der Salvador Bahia Airport (ehemals Aeroporto Internacional de Salvador – Deputado Luís Eduardo Magalhães, (IATA-Code: SSA, ICAO-Code: SBSV)) liegt 20 Kilometer nordöstlich des Stadtzentrums von Salvador im brasilianischen Bundesstaat Bahia. In der Rangliste der brasilianischen Flughäfen nach Anzahl der Passagiere nahm er 2017 den zehnten Platz ein.
Der Flughafen markiert zudem den Anfangspunkt der Estrada do Coco. An der etwa 800 Meter langen Zufahrtsstraße wurde Bambus angepflanzt, der mittlerweile etwa zwölf Meter hoch gewachsen ist.
Täglich passieren etwa 40.000 Personen das Terminal, davon sind 16.000 Fluggäste.

## Fluggesellschaften und Ziele
Der Salvador Bahia Airport wird von acht Fluggesellschaften genutzt:
- Aerolíneas Argentinas, Argentinien
- Air Europa, Madrid
- Azul Linhas Aéreas, Brasilien
- Cabo Verde Airlines, Kap Verde
- Gol Linhas Aéreas, Brasilien
- LATAM Airlines Brasil, Brasilien
- Passaredo Linhas Aéreas, Brasilien
- TAP Air Portugal, Lissabon

## Zwischenfälle
- Am 19. Dezember 1965 musste an einer Curtiss C-46A-45-CU Commando der brasilianischen VASP (Viação Aérea São Paulo) (Luftfahrzeugkennzeichen PP-LDQ) nach dem Start vom Flughafen Salvador die Leistung des Triebwerks Nr. 1 (links) reduziert werden, da eine Warnung vor zu hoher Öltemperatur aufleuchtete. Da es Schwierigkeiten gab, mit der vollbesetzten Maschine die Höhe zu halten, wurde die Leistung wieder erhöht. Beim Versuch der Rückkehr zum Startflughafen fiel das Triebwerk aus, weshalb eine Notlandung außerhalb des Flughafens gemacht werden musste. Alle 54 Insassen, drei Besatzungsmitglieder und 51 Passagiere, überlebten den Unfall. Das Flugzeug wurde zum Totalschaden.[6]

- Am 15. Mai 1973 geriet eine Vickers Viscount 827 der brasilianischen VASP (PP-SRD) bei der Landung auf dem Flughafen Salvador unmittelbar nach dem Aufsetzen in Starkregen von der Landebahn ab. Das Fahrwerk brach zusammen, am Flugzeug entstand Totalschaden. Alle Insassen überlebten den Unfall.[7]

## Bilder

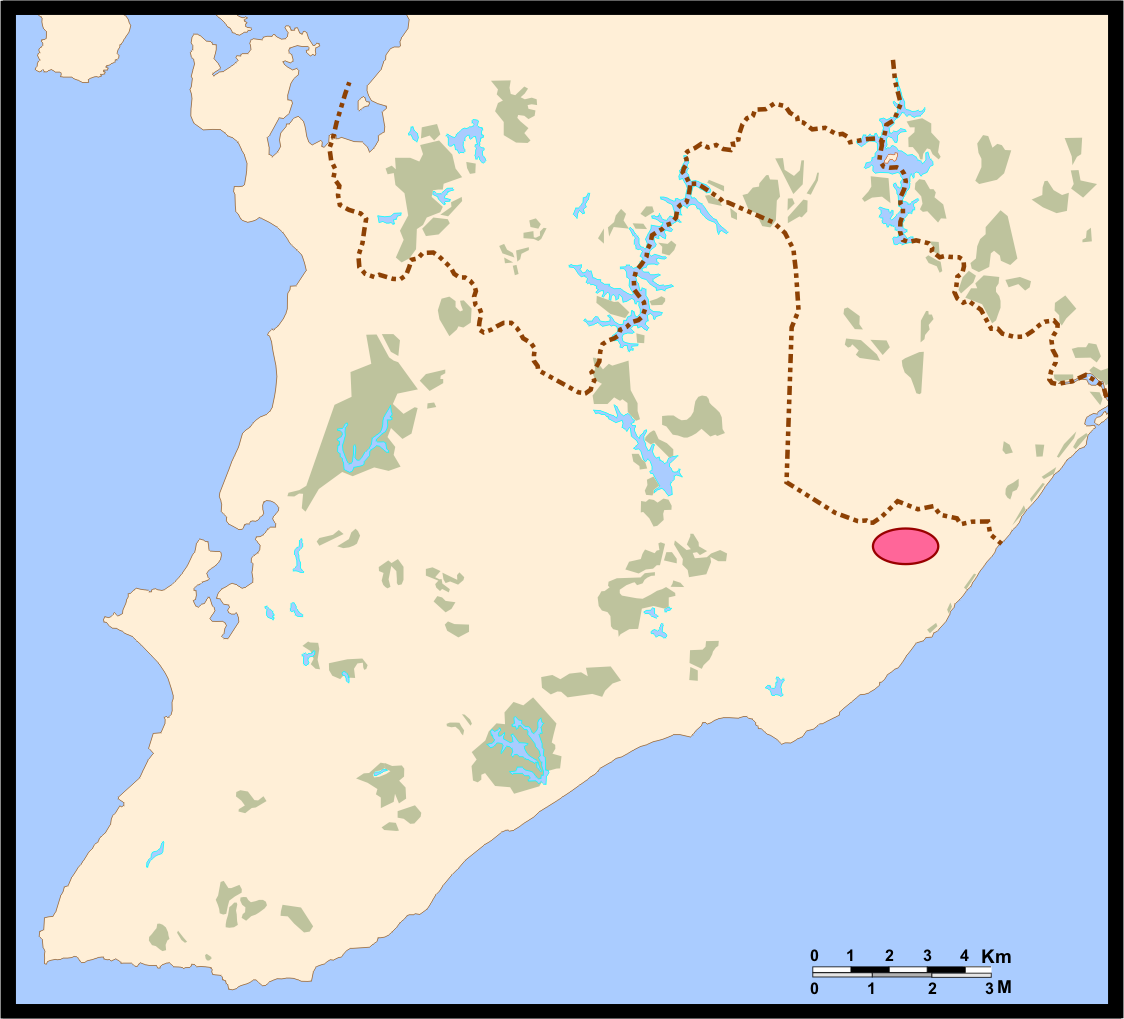
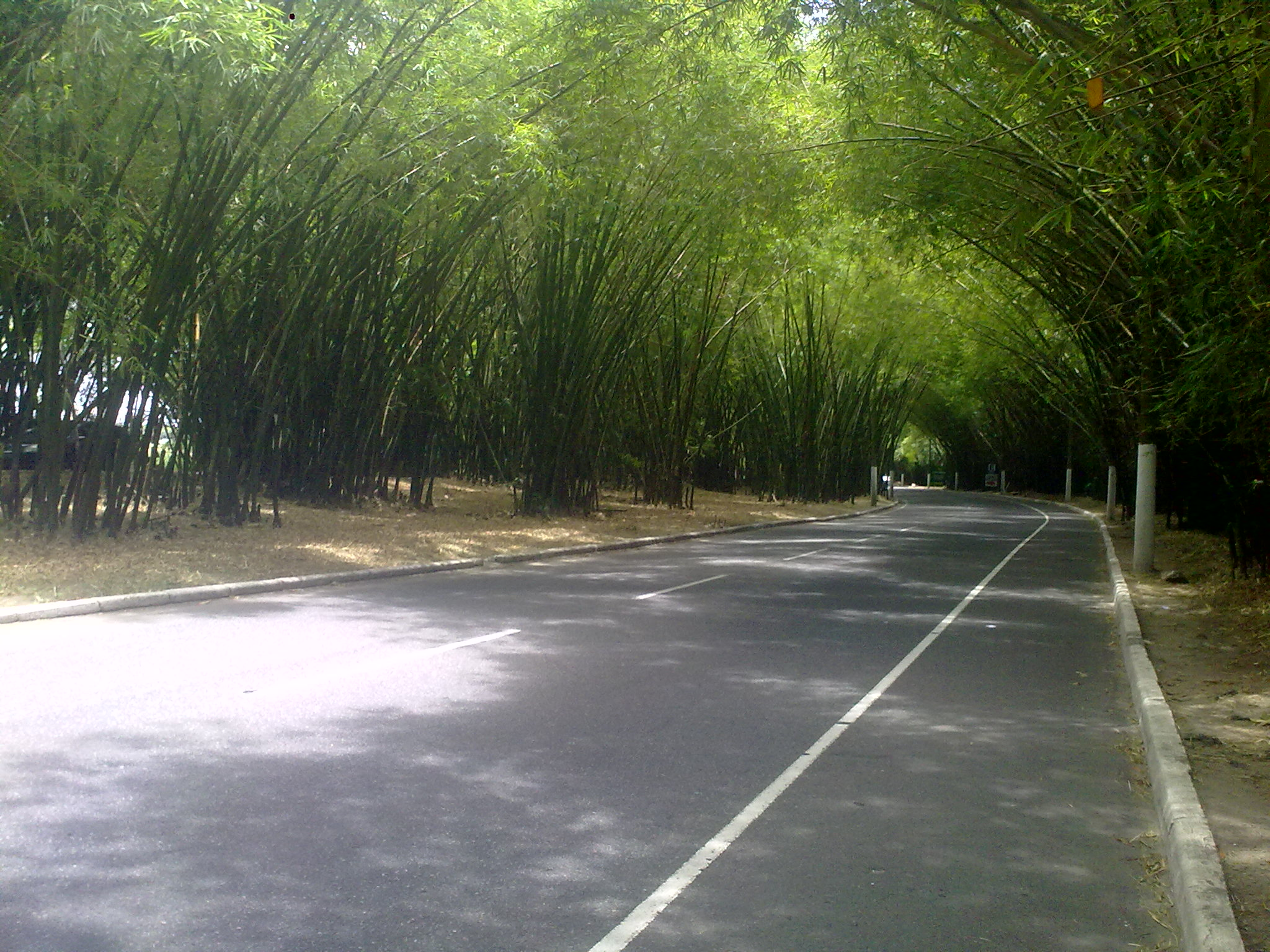
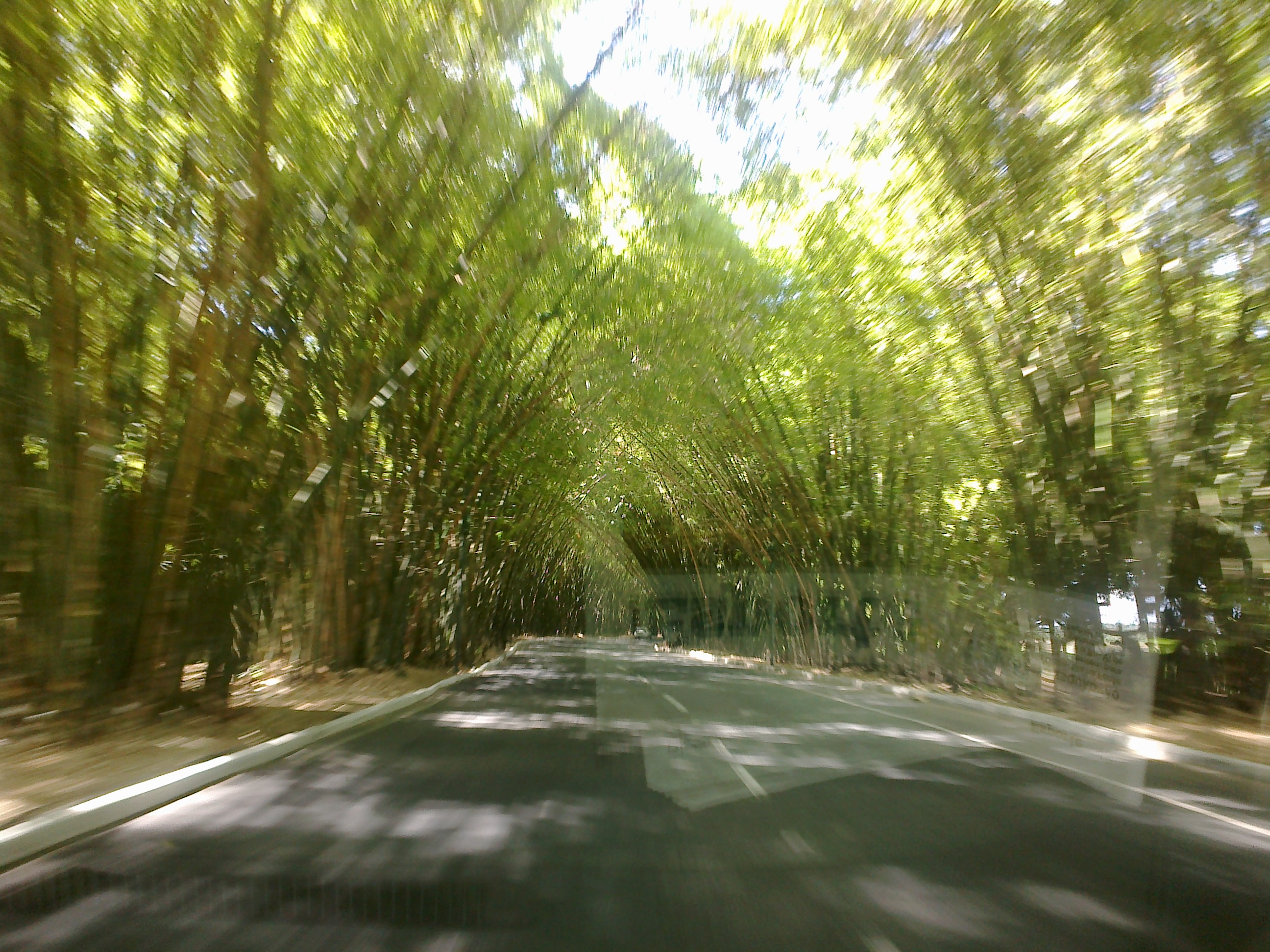
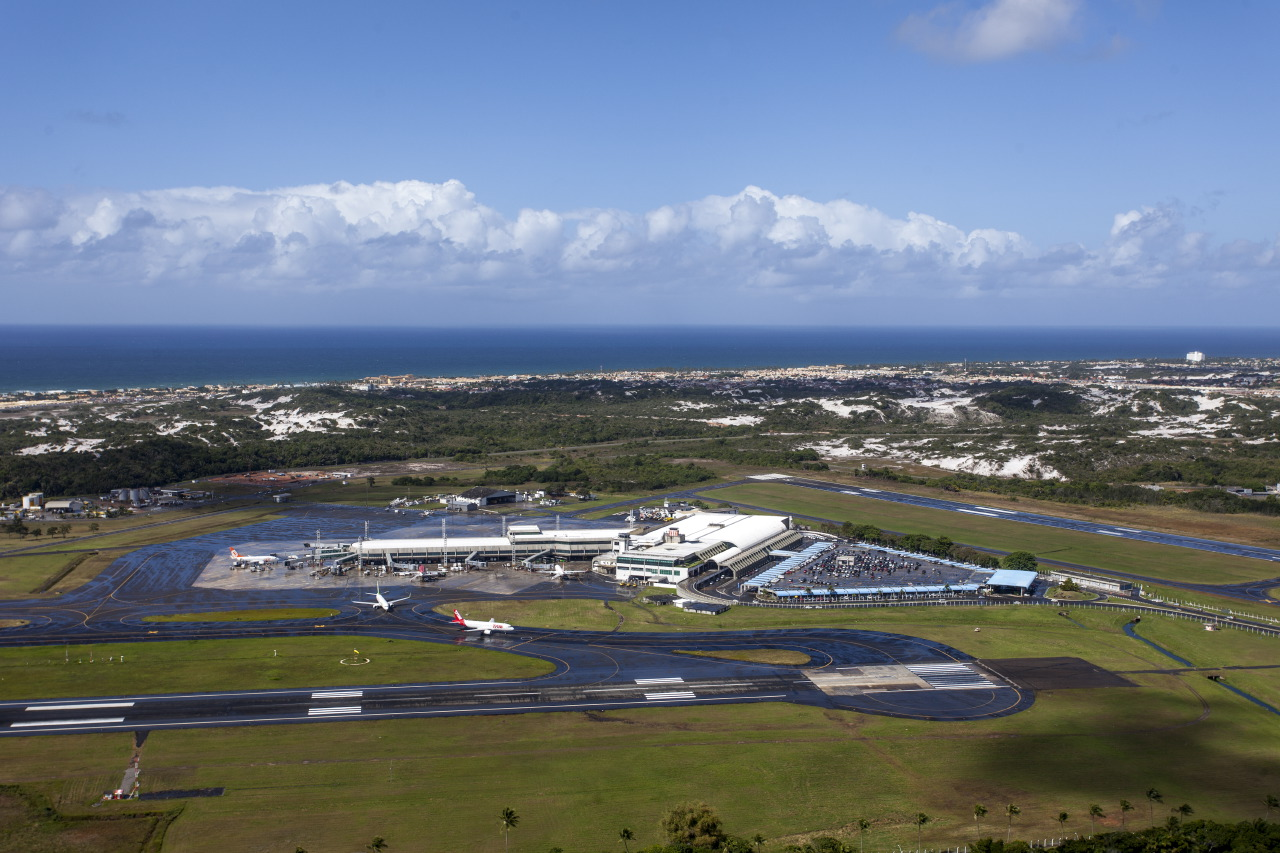
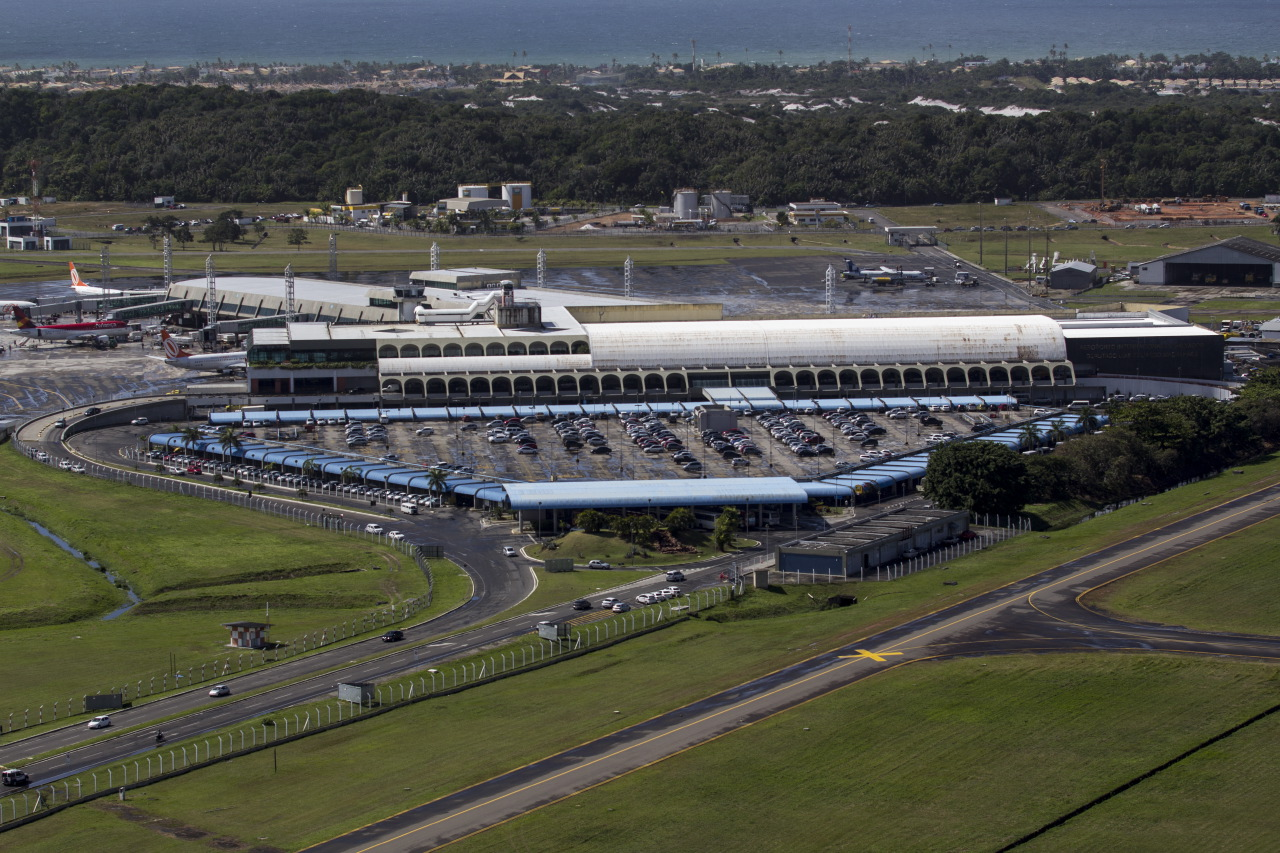
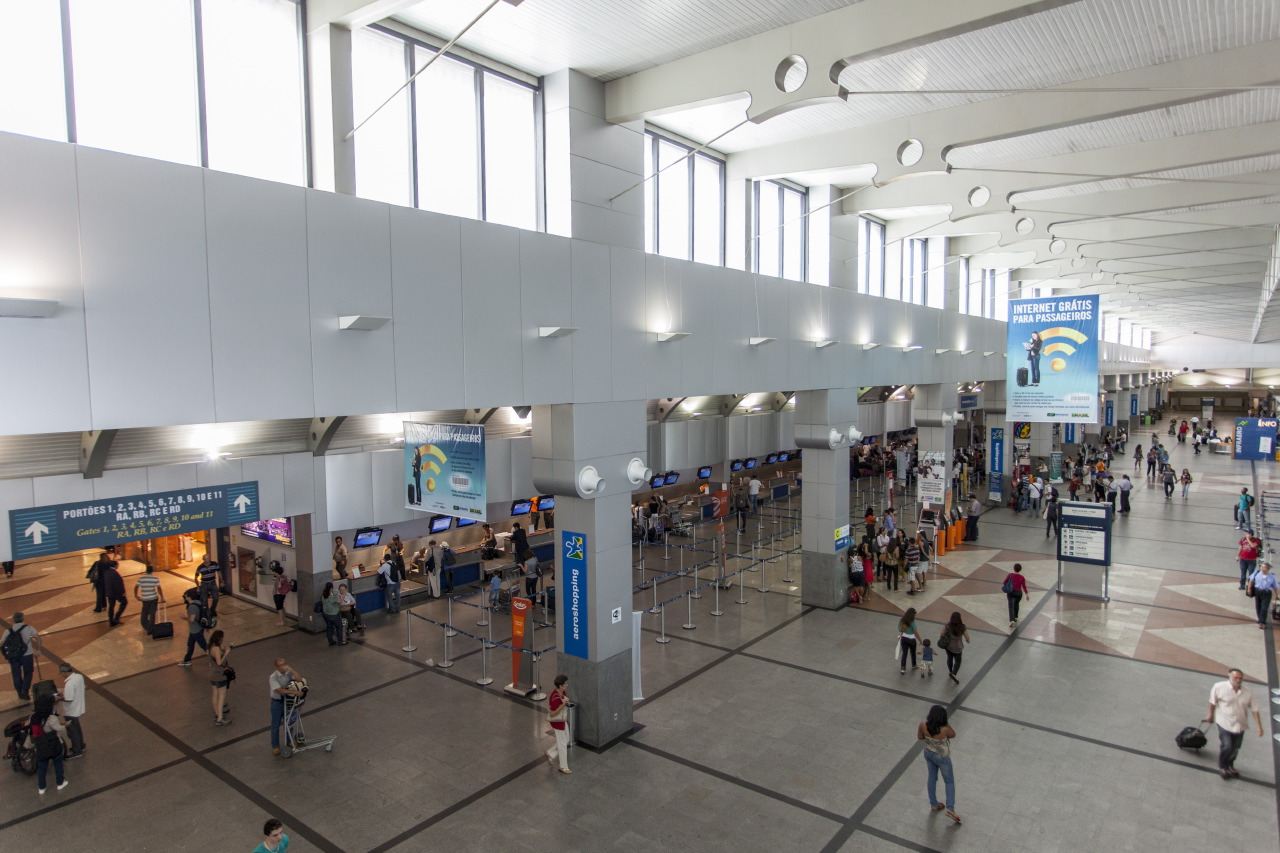
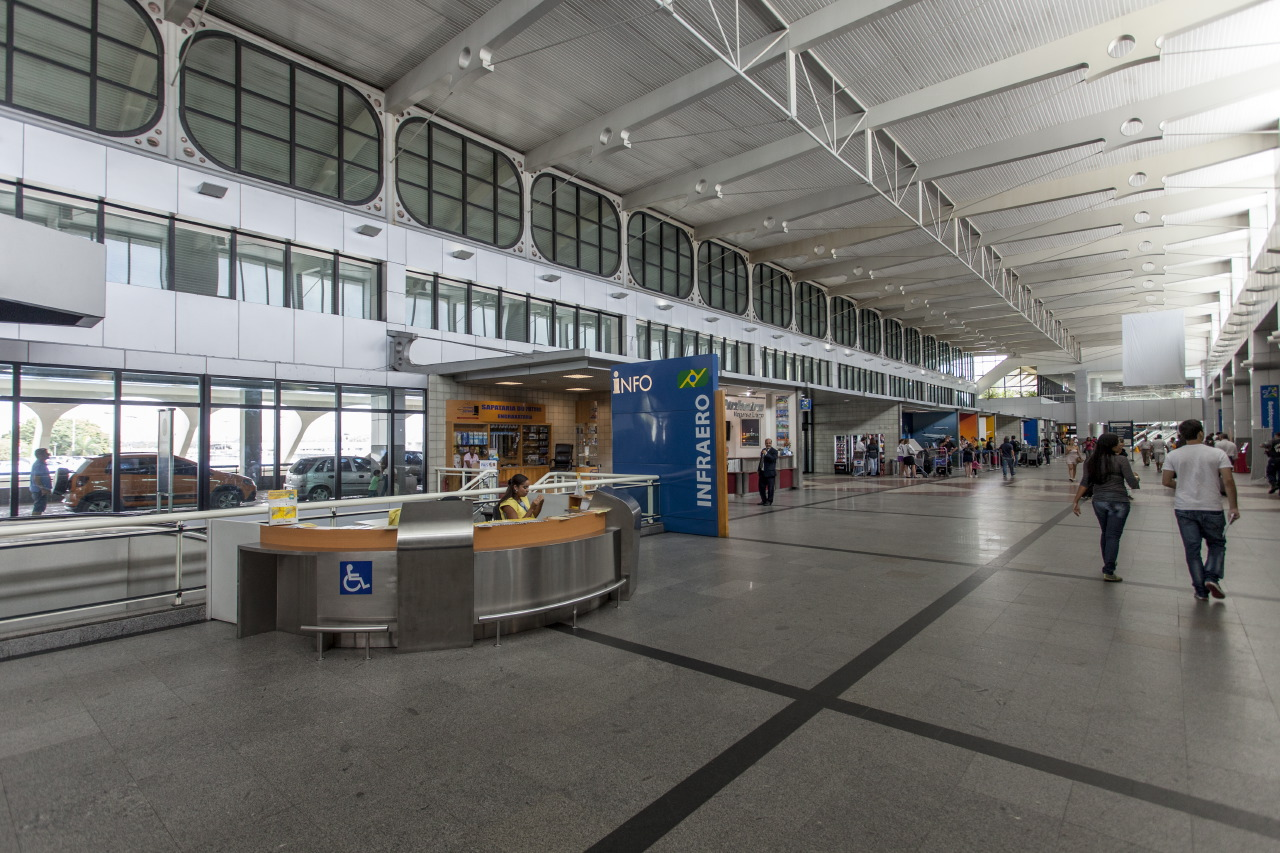
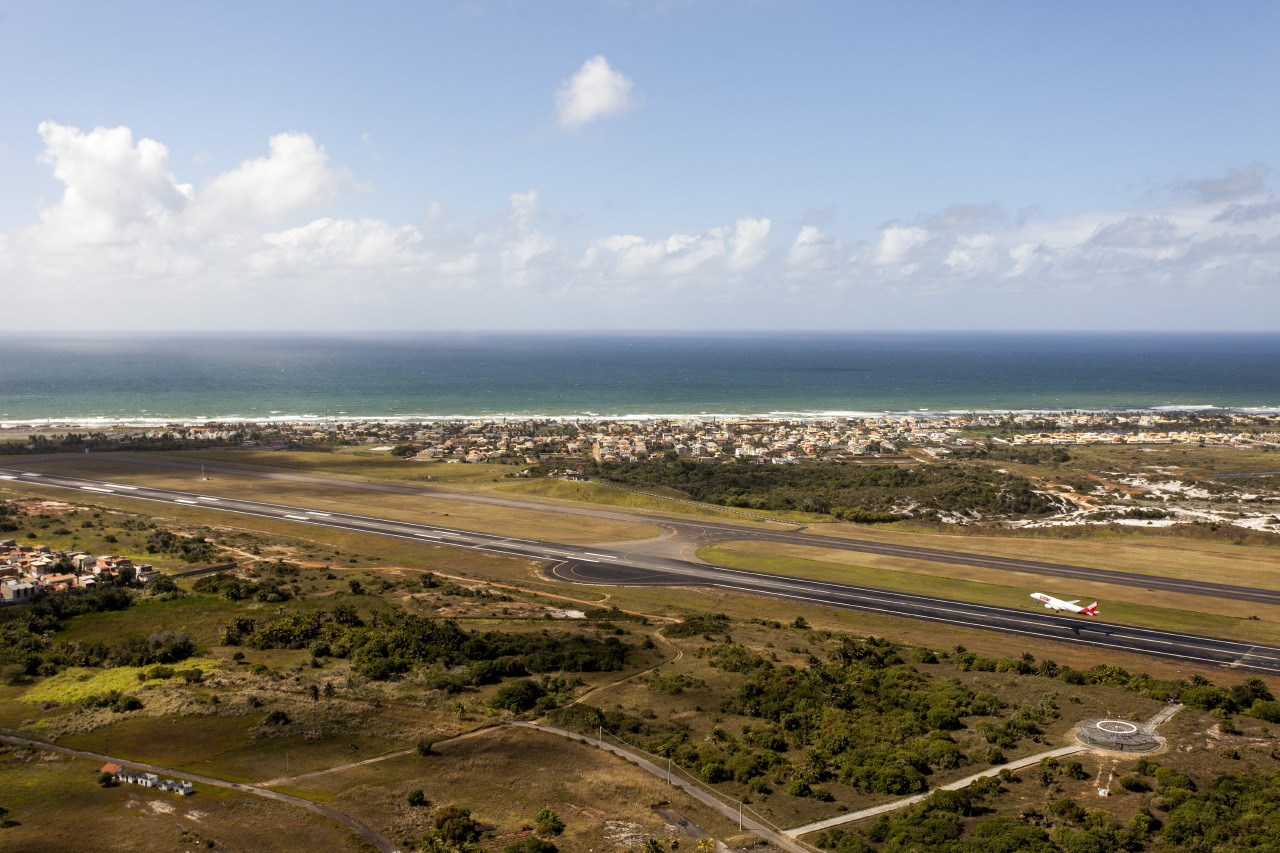

## Verkehrszahlen
| Jahr | Fluggastaufkommen | Fluggastaufkommen | Fluggastaufkommen | Fluggastaufkommen | Fluggastaufkommen | Fluggastaufkommen | Luftfracht (Tonnen) (mit Luftpost) | Luftfracht (Tonnen) (mit Luftpost) | Flugbewegungen | Flugbewegungen |
| Jahr | National          | National          | International     | International     | Gesamt            | Gesamt            | Luftfracht (Tonnen) (mit Luftpost) | Luftfracht (Tonnen) (mit Luftpost) | Flugbewegungen | Flugbewegungen |
| ---- | ----------------- | ----------------- | ----------------- | ----------------- | ----------------- | ----------------- | ---------------------------------- | ---------------------------------- | -------------- | -------------- |
| 2018 | 7.631.368         | 0+2,88 %          | 386.410           | +21,51 %          | 8.017.778         | 0+3,65 %          | -                                  | -                                  | 81.470         | 0+6,30 %       |
| 2017 | 7.417.668         | 0+2,80 %          | 318.017           | 0+2,40 %          | 7.735.685         | 0+2,78 %          | 40.531                             | +34,76 %                           | 76.642         | 0–3,58 %       |
| 2016 | 7.215.800         | –17,06 %          | 310.558           | –10,49 %          | 7.526.358         | –16,81 %          | 30.076                             | +29,37 %                           | 79.484         | –18,17 %       |
| 2015 | 8.700.444         | 0–1,52 %          | 346.959           | 0+9,42 %          | 9.047.403         | 0–1,14 %          | 23.248                             | –40,03 %                           | 97.139         | 0–9,43 %       |
| 2014 | 8.835.077         | 0+6,77 %          | 317.082           | 0+0,81 %          | 9.152.159         | 0+6,55 %          | 38.766                             | +20,20 %                           | 107.255        | 0–0,67 %       |
| 2013 | 8.275.134         | 0–2,68 %          | 314.529           | 0+1,81 %          | 8.589.663         | 0–2,52 %          | 32.252                             | –32,11 %                           | 107.977        | –11,19 %       |
| 2012 | 8.502.605         | 0+5,95 %          | 308.935           | –16,51 %          | 8.811.540         | 0+4,96 %          | 47.504                             | –35,84 %                           | 121.587        | 0–3,49 %       |
| 2011 | 8.024.889         | 0+9,17 %          | 370.011           | 06,99 %           | 8.394.900         | 0+9,08 %          | 74.045                             | +26,54 %                           | 125.980        | 0+9,60 %       |
| 2010 | 7.350.486         | 7.350.486         | 345.821           | 345.821           | 7.696.307         | 0+9,13 %          | 58.517                             | +30,63 %                           | 114.946        | +12,46 %       |
| 2009 | -                 | -                 | -                 | -                 | 7.052.720         | +16,72 %          | 44.796                             | –22,96 %                           | 102.211        | 0+6,69 %       |
| 2008 | -                 | -                 | -                 | -                 | 6.042.307         | 0+1,85 %          | 58.148                             | –18,26 %                           | 95.804         | 0+5,29 %       |
| 2007 | -                 | -                 | -                 | -                 | 5.932.461         | 0+9,34 %          | 71.136                             | –16,43 %                           | 90.989         | 0–0,46 %       |
| 2006 | -                 | -                 | -                 | -                 | 5.425.747         | 5.425.747         | 85.124                             | 85.124                             | 91.414         | 91.414         |

1. ↑  Ab 2010 wird auch Transitfracht berücksichtigt.